# Ammasso aperto

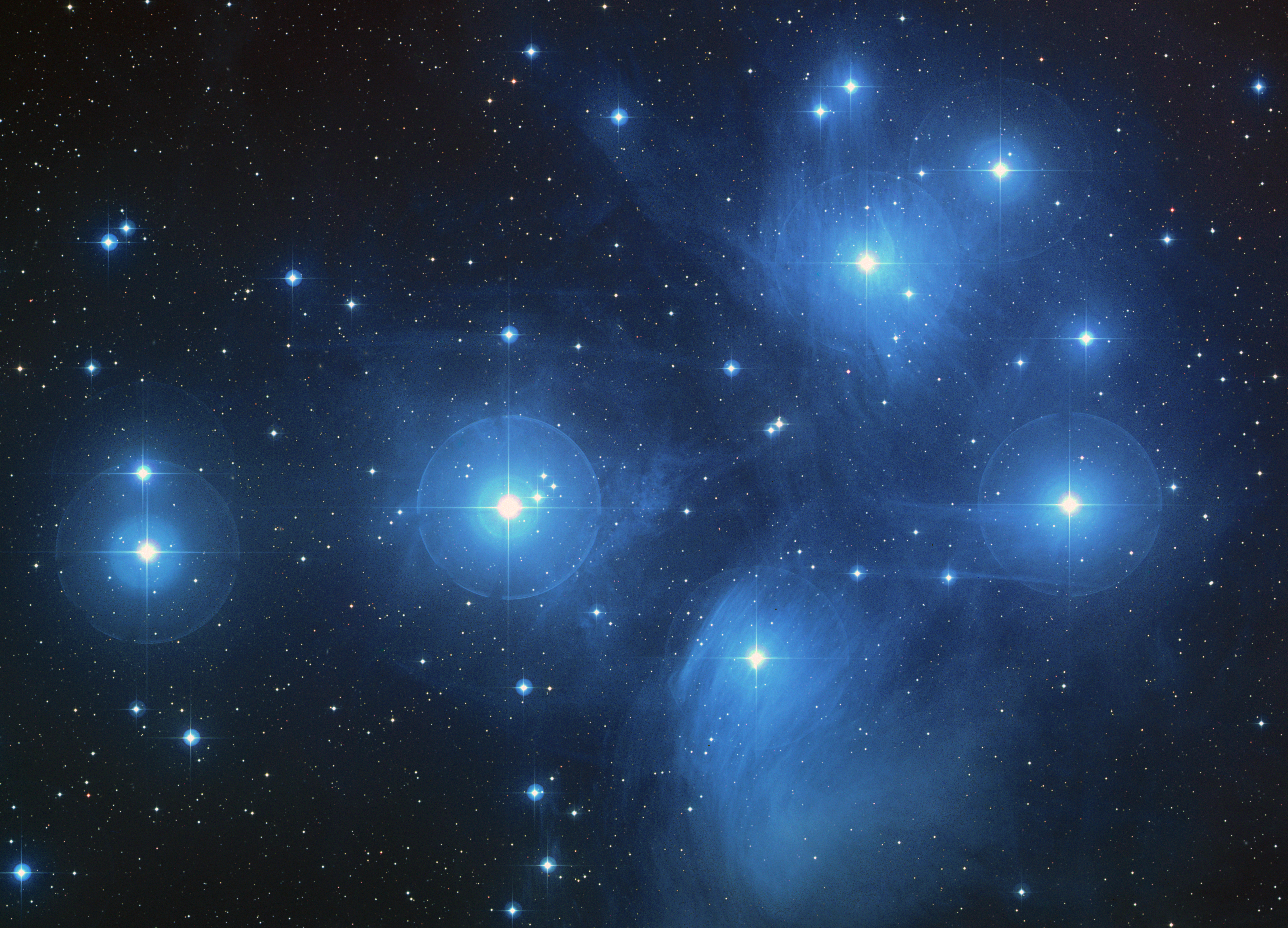
Le Pleiadi, uno dei più famosi ammassi aperti.

Un ammasso aperto è un gruppo di stelle nate insieme da una nube molecolare gigante, e ancora unite dalla reciproca attrazione gravitazionale. Sono anche chiamati ammassi galattici, poiché si trovano solo all'interno del disco galattico. Si distinguono dagli ammassi globulari per il minor numero di stelle, un'attrazione gravitazionale meno forte e per il fatto che questi ultimi giacciono esternamente al piano galattico.
Gli ammassi aperti sono oggetti giovani (astronomicamente parlando) e contengono quindi molte stelle calde e luminose. Questo rende gli ammassi aperti visibili da grandi distanze, nonché un tipo di oggetti facili da osservare anche con piccoli strumenti. La nube molecolare "genitore" è a volte ancora associata all'ammasso, che ne illumina alcune parti che diventano visibili come una o più nebulose.
Tutte le stelle di un ammasso aperto hanno all'incirca la stessa età e la stessa composizione chimica, perciò ogni eventuale differenza tra di loro è dovuta unicamente alla loro massa (si veda la voce su evoluzione stellare per maggiori dettagli). La maggior parte degli ammassi aperti sono dominati dalle loro stelle massicce di classe O e B, che sono molto luminose ma di vita breve. Analizzando la luce proveniente da un ammasso aperto è possibile stimare la sua età, misurando il rapporto tra le abbondanze di stelle blu, gialle e rosse. Una grande abbondanza di stelle blu indica che l'ammasso aperto è molto giovane. L'uniformità delle stelle di un ammasso lo rende un buon banco di prova per i modelli di evoluzione stellare, perché nel fare confronti tra due stelle la maggior parte dei parametri variabili è adesso fissa. Il modello in questo modo risulta infatti più semplice.
Le stelle che compongono un ammasso aperto sono inizialmente molto vicine e si muovono con la stessa velocità attorno al centro della Galassia. Dopo un tempo dell'ordine del mezzo miliardo di anni, un normale ammasso aperto tende a essere disturbato da fattori esterni; le sue stelle iniziano a muoversi con velocità leggermente differenti e l'ammasso inizia a sfaldarsi. L'ammasso diventa quindi più simile a una corrente di stelle, le quali non sono abbastanza vicine per essere considerate un ammasso, sebbene siano tutte legate tra di loro e posseggano lo stesso moto proprio.

## Osservazione

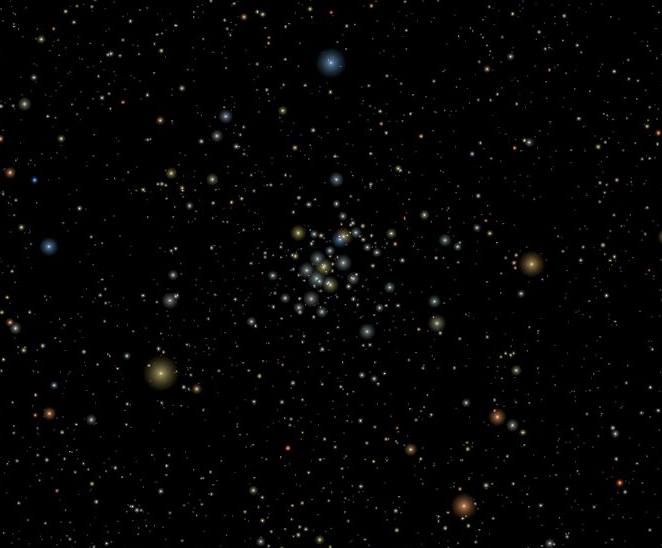
L'ammasso del Presepe, uno degli ammassi aperti più appariscenti dell'emisfero nord, conosciuto fin dall'antichità.

Gli ammassi aperti si osservano in massima parte in quelle aree di cielo dove corre la scia luminosa della Via Lattea, in particolare in quei tratti in cui questa non appare oscurata da polvere interstellare; diverse centinaia di ammassi sono osservabili direttamente, a occhio nudo o con l'ausilio di strumenti, mentre una parte può essere osservata soltanto tramite telescopi a infrarosso, a causa della forte estinzione a opera della densa polvere interstellare.
Sulla volta celeste, gli ammassi aperti osservabili e risolvibili in stelle a occhio nudo sono relativamente pochi: quello più noto e più luminoso è l'ammasso delle Pleiadi, che è visibile anche dalle aree urbane, e appare come un agglomerato di stelle azzurre, molto vicine fra loro; nell'emisfero boreale domina le notti autunnali e invernali. Un secondo ammasso che appare già risolto a occhio nudo è quello che forma la costellazione della Chioma di Berenice, noto anche con la sigla Mel 111. Dall'emisfero australe si possono risolvere a occhio nudo altri ammassi brillanti, anche se meno noti: è il caso delle Pleiadi del Sud o di IC 2391. Altri ammassi, come quello del Presepe, appaiono come delle macchie chiare e nebulose, apparentemente prive di stelle, mentre se osservati con un binocolo rivelano la loro natura stellare.
Un semplice binocolo consente di moltiplicare il numero degli ammassi aperti osservabili, oltre che di risolvere quelli già visibili a occhio nudo; un telescopio amatoriale può offrire degli scorci eccezionali degli ammassi più concentrati, come M37 nell'Auriga o NGC 3532 nella Carena.
Gli ammassi più luminosi non si osservano in direzione del centro galattico come potrebbe sembrare logico, ma nella direzione opposta, e in particolare fra le costellazioni dell'Auriga, del Toro, Orione, Poppa, Vele e Carena; ciò è dovuto soprattutto alla presenza in quest'area di cielo del Braccio di Orione, ossia quello alla cui periferia interna si trova il nostro Sistema Solare, pertanto gli ammassi in quest'area di cielo sono di gran lunga più vicini di quelli del braccio più interno del nostro, quello del Sagittario, visibile fra il Centauro e l'omonima costellazione. Le località ideali per l'osservazione degli ammassi aperti più brillanti ricadono nell'emisfero australe, in particolare nella fascia tropicale, in modo da potere osservare la gran parte della volta celeste, poiché la gran parte degli ammassi aperti si trova nel ramo australe della Via Lattea.

## Storia delle osservazioni

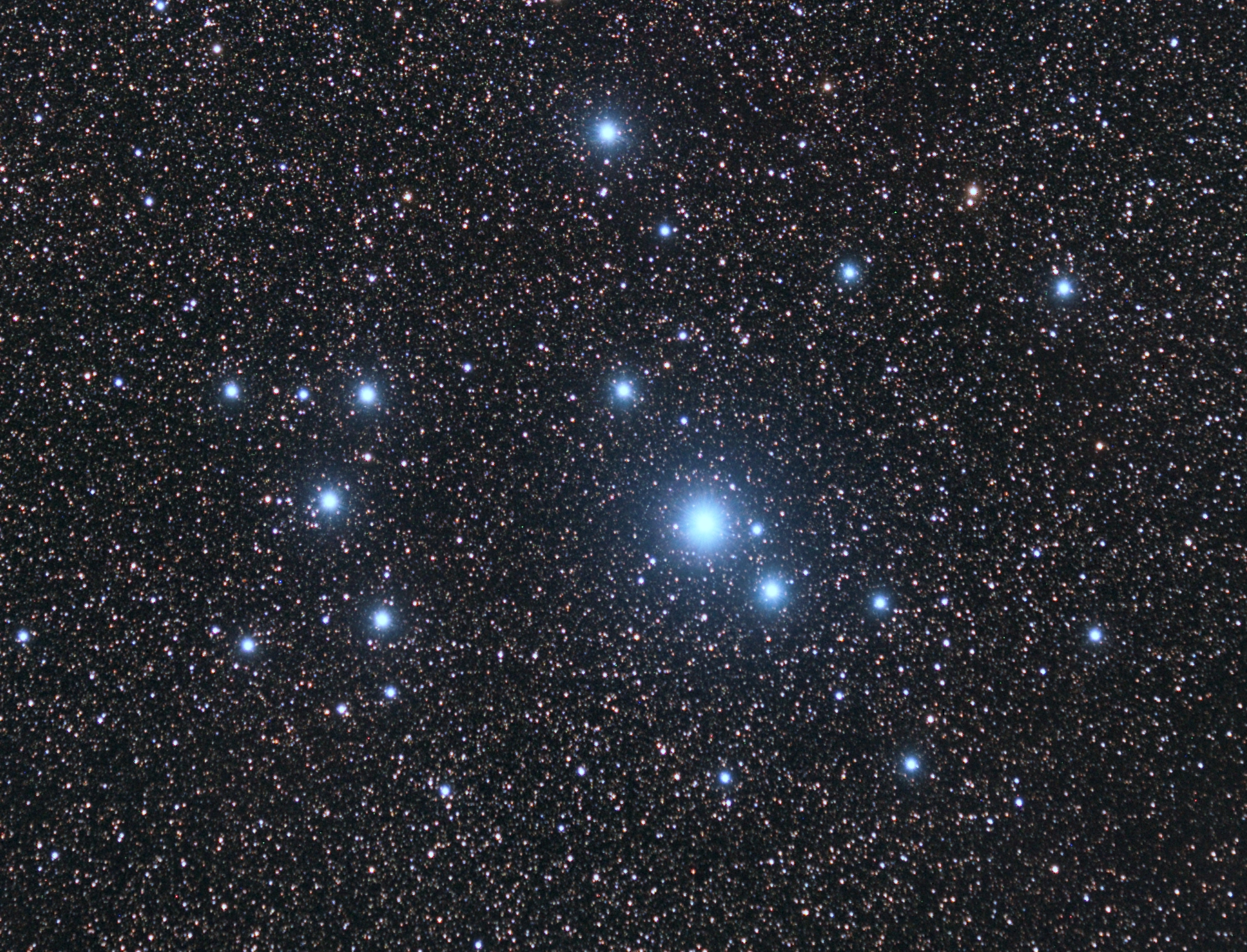
L'ammasso noto come Pleiadi del Sud, uno dei più brillanti del cielo, visibile quasi esclusivamente dall'emisfero australe terrestre.

Gli ammassi aperti più luminosi, come le Pleiadi, sono noti fin dall'antichità; altri ammassi più deboli (come il Presepe) erano conosciuti come delle macchie di luce deboli e irregolari, e si dovette attendere l'invenzione del cannocchiale o del telescopio perché venissero risolti in gruppi di stelle. Le osservazioni telescopiche hanno rilevato due tipi distinti di ammassi di stelle: uno che contiene migliaia di stelle con una distribuzione sferica, più concentrati al centro e osservabili in prevalenza in direzione del centro galattico, e un altro consistente in popolazioni di stelle sparse e di forma irregolare, osservabili in tutta la volta celeste. I primi vennero chiamati ammassi globulari e gli ultimi ammassi aperti.
Fu subito ipotizzato che le stelle degli ammassi aperti fossero fisicamente legate; il reverendo John Michell calcolò nel 1767 che la probabilità che un gruppo di stelle come le Pleiadi fossero il risultato di un allineamento casuale di stelle di simile luminosità fosse di 1 su 496.000. Quando l'astrometria diventò una scienza sempre più precisa, si scoprì che le stelle degli ammassi possedevano un simile moto proprio attraverso lo spazio, mentre le misure spettroscopiche rivelarono pure una velocità radiale comune, mostrando senza dubbio come queste fossero nate nello stesso periodo di tempo e fossero legate assieme in un gruppo.
Mentre gli ammassi aperti e globulari formano due gruppi ben distinti, esistono degli ammassi di stelle che possono sembrare a metà via fra un ammasso globulare molto poco concentrato e un ammasso aperto molto ricco. Alcuni astronomi credono che i due tipi di ammassi si formino tramite lo stesso processo di base, con la differenza che le condizioni che consentono la formazione degli ammassi globulari particolarmente ricchi con centinaia di migliaia di stelle non prevalgono più nella nostra Galassia.

## Formazione

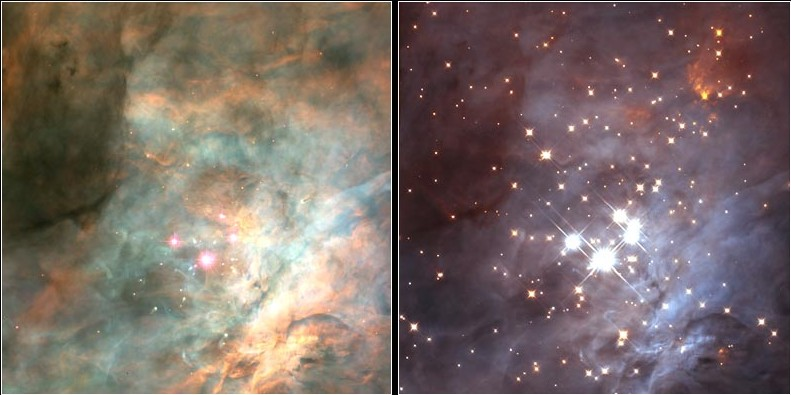
Indagini a infrarossi consentono di individuare nelle nebulose i giovani ammassi aperti; sopra è ripreso l'ammasso del Trapezio.

Gran parte delle stelle si formano inizialmente come sistemi multipli, poiché solo una nube di gas di diverse masse solari può diventare sufficientemente densa da collassare sotto la sua stessa gravità; tuttavia, una nebulosa di questo genere non può collassare in una stella singola.
La formazione di un ammasso aperto inizia con il collasso di una parte di una nube molecolare gigante, una nube fredda e densa di gas contenente diverse migliaia di volte la massa del Sole; una nube può collassare e formare così un ammasso aperto a causa di diversi fattori, fra i quali le onde d'urto derivanti dall'esplosione di una vicina supernova. Una volta che la nube inizia a collassare, la formazione stellare procede tramite diverse frammentazioni della nube stessa in tanti piccoli bozzoli, processo questo che può durare alcune migliaia di anni. Nella nostra Galassia, il tasso di formazione degli ammassi aperti si stima che sia attorno a uno ogni poche migliaia di anni.
Una volta che il processo di formazione è iniziato, le stelle più calde e massicce (stelle di classe spettrale O e B) emetteranno una gran quantità di radiazione ultravioletta, la quale ionizza rapidamente il gas circostante della nube molecolare gigante, che diventa una regione HII. Il vento stellare delle stelle massicce e la pressione di radiazione inizia a spingere via il gas non collassato; dopo alcuni milioni di anni, il nuovo ammasso sperimenta la prima esplosione di supernova, che contribuisce a espellere il gas residuo dal sistema. Di solito, meno del 10% del gas originario della nube collassa per formare le stelle dell'ammasso, prima di essere espulso.
Un altro modo di vedere la formazione degli ammassi aperti considera una loro rapida formazione a seguito della contrazione della nube molecolare, a cui segue una fase non superiore ai tre milioni di anni, in cui le stelle più calde espellono a grande velocità le nubi di gas ionizzato. Dato che solo il 30-40% del gas della nube collassa per formare le stelle, il processo di espulsione del gas residuo fa in modo che l'ammasso perda molte o tutte le sue componenti stellari potenziali. Tutti gli ammassi perdono una notevole quantità di massa durante la loro prima giovinezza e molti si disgregano prima ancora di essersi formati del tutto. Le stelle giovani che si distaccano dal loro ammasso natale diventano così parte della popolazione galattica diffusa, ossia delle stelle prive di legami gravitazionali, che si confondono fra le altre stelle della galassia. Poiché la gran parte delle stelle, se non tutte, quando si formano fanno parte di un ammasso, gli ammassi stessi vengono considerati come gli elementi fondamentali delle galassie; i violenti fenomeni di espulsione di gas che modellano e disgregano molti ammassi aperti alla loro nascita lasciano la loro impronta nella morfologia e nelle dinamiche strutturali delle galassie.
Spesso accade che due o più ammassi apparentemente distinti si siano formati nella stessa nube molecolare: nella Grande Nube di Magellano, una galassia satellite della nostra, per esempio, sia Hodge 301 che R136 si sono formati dai gas della Nebulosa Tarantola, mentre nella nostra Galassia, ripercorrendo indietro nel tempo i movimenti nello spazio delle Iadi e del Presepe, due grandi ammassi aperti relativamente vicini a noi, si scopre che essi si sono formati dalla stessa nube, circa 600 milioni di anni fa.
Talvolta due ammassi aperti formatisi nello stesso periodo possono formare ammassi doppi; l'esempio più noto nella nostra Via Lattea è quello dell'Ammasso Doppio di Perseo, formato da h Persei e da χ Persei, ma sono noti un'altra decina di ammassi doppi. Moltissimi sono noti pure nella Piccola Nube di Magellano e nella stessa Grande Nube, sebbene sia spesso più facile riconoscerli come realmente tali in galassie esterne, dato che la prospettiva può fare sembrare due ammassi della nostra galassia vicini quando invece non lo sono.

## Morfologia e classificazione

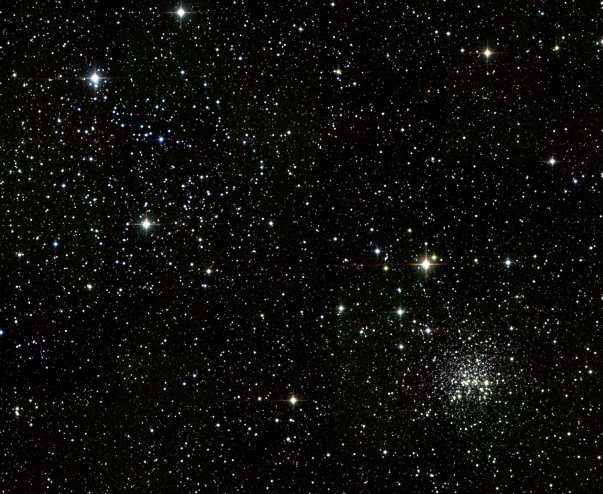
NGC 2158 (in basso a destra) è un ammasso aperto ricco e concentrato, visibile nella costellazione dei Gemelli.

Gli ammassi aperti variano da esempi di insiemi di poche stelle poco concentrate fino a larghi agglomerati contenenti migliaia di stelle; di solito consistono in un nucleo più denso, circondato da una "corona" diffusa di stelle meno vicine fra loro. Il nucleo misura di solito 3-4 anni luce di diametro, mentre la corona può estendersi fino a venti anni luce dal centro dell'ammasso. Una tipica densità di stelle nelle regioni centrali è di circa 1,5 per anno luce cubico (per confronto, la densità di stelle nella regione galattica in cui si trova il Sole è di circa 0,003 stelle per anno luce cubico).
Gli ammassi aperti sono classificati secondo uno schema sviluppato da Robert Trumpler nel 1930. Questo schema si basa sulla determinazione di tre parametri: il primo, espresso in numeri romani da I a IV, indica la concentrazione e il contrasto rispetto al campo stellare circostante (da più concentrato a meno concentrato); il secondo, espresso in numeri arabi da 1 a 3 indica l'escursione di luminosità fra le sue componenti (da una piccola a una grande escursione); il terzo parametro infine è espresso dalle lettere p, m e r, indica se l'ammasso è povero, medio o ricco di stelle. Una n segue questi tre parametri, nel caso in cui fra le componenti dell'ammasso vi siano nebulosità.
Per esempio lo schema di Trumpler per l'ammasso delle Pleiadi è I3rn (ammasso fortemente concentrato, con una grande escursione di luminosità fra le sue componenti, riccamente popolato e con nebulosità presente), mentre le vicine Iadi sono classificate come II3m (ammasso debolmente disperso e con meno componenti).

### Problema della distinzione degli ammassi aperti
Un problema che può sorgere nell'identificazione degli ammassi aperti è la reale esistenza degli stessi: può infatti capitare che alcune stelle, viste dalla Terra, si mostrino condensate in una piccola area di cielo, sembrando così effettivamente vicine fra loro; tuttavia potrebbe anche trattarsi di un effetto prospettico, per cui stelle che in realtà sono lontane fra loro sembrano vicine solo perché si trovano sulla stessa linea di vista. Altri ammassi, al contrario, possono essere composti da pochissime stelle che, a causa della loro vicinanza a noi o della loro dispersione, non sono proprio evidenti all'osservazione, e le sue componenti appaiono sparse su un campo stellare molto ampio, come nel caso di Cr 173, che conta alcune decine di stelle sparse su un campo stellare già di per sé molto ricco, o come nel caso limite di Platais 8, che conta appena 8 componenti sparse su circa 16º di volta celeste. Con l'evoluzione e il miglioramento della tecnologia per la costruzione di strumenti di precisione, è stato possibile eseguire delle analisi di diversi addensamenti di stelle tramite lo studio della metallicità, della parallasse e del moto proprio delle singole stelle componenti, allo scopo di determinare se le caratteristiche di moto e di composizione degli astri analizzati sono compatibili.
Nel 2002 è stato completato un lavoro di catalogazione meticolosa, frutto di un complesso studio, volto a determinare i parametri di tutti gli ammassi aperti noti all'interno della nostra Galassia e a eliminare gli oggetti in precedenza considerati ammassi aperti e in seguito riconosciuti solo come allineamenti casuali di stelle non legate fra loro da alcuna relazione. I dati utilizzati sono quelli forniti dal satellite Hipparcos, partendo da ricerche condotte in precedenza, come il catalogo WEBDA e le opere dell'European Southern Observatory; il risultato di ciò è un catalogo astronomico che nella sua versione originale contava ben 1537 ammassi aperti, completi di parametri come coordinate, diametro, numero di componenti, età, distanza e tanti altri dati. Questo catalogo viene costantemente tenuto aggiornato con le nuove scoperte ed è associato a una lista di oggetti scartati perché riconosciuti come asterismi o duplicati di altri oggetti.

## Distribuzione

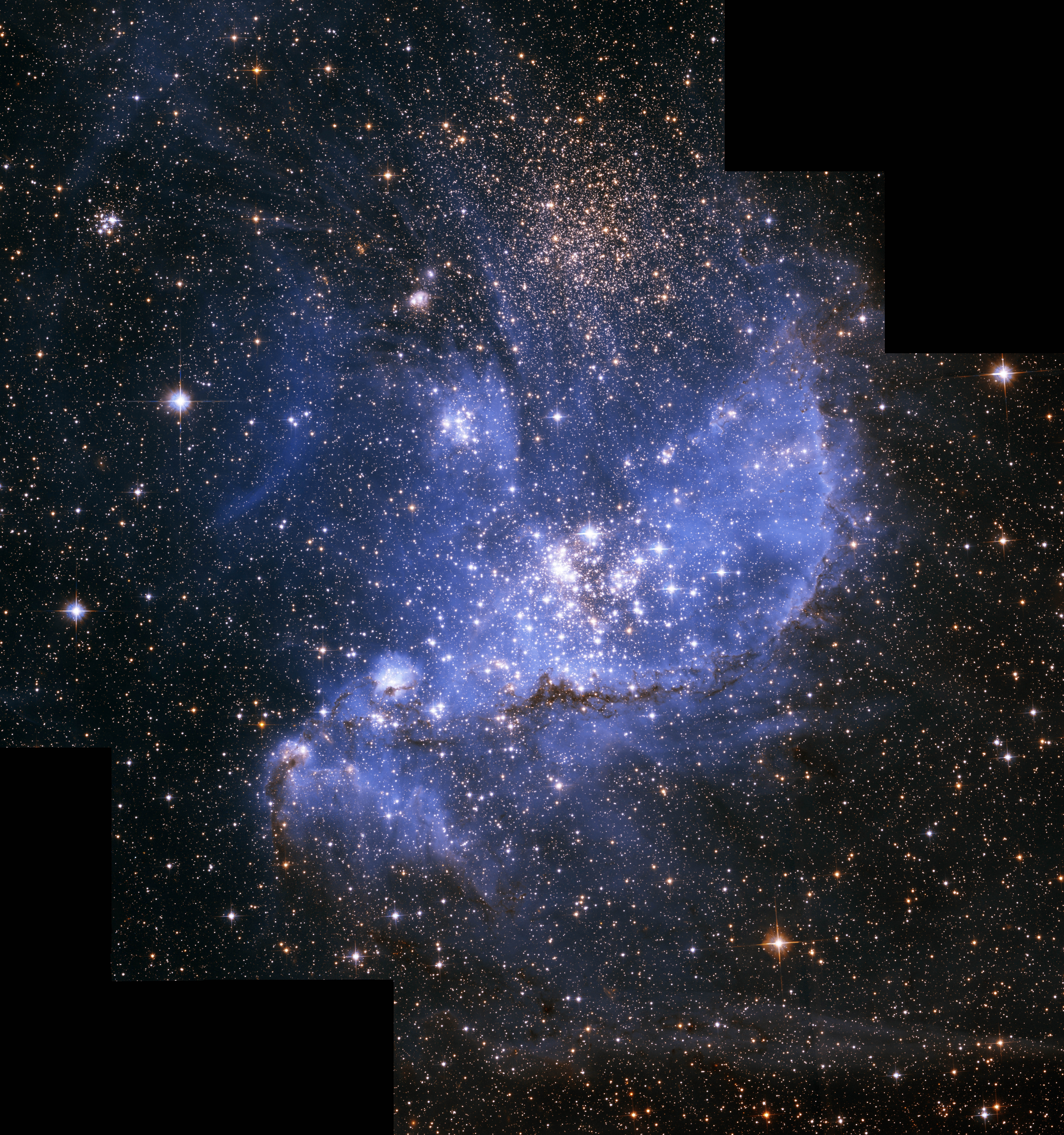
NGC 346, un ammasso aperto nella Piccola Nube di Magellano.

Nella nostra Galassia sono noti circa un migliaio di ammassi aperti, ma si calcola che in realtà ce ne possano essere fino a dieci volte tanto. Nelle galassie spirali, come la nostra, gli ammassi aperti si trovano quasi esclusivamente nei bracci di spirale, dove la densità delle nubi gassose è molto più alta, favorendo di fatto la formazione stellare; gli ammassi di solito si disperdono prima che abbiano il tempo di attraversare i vari bracci di spirale. La loro concentrazione è molto più elevata in vicinanza del piano galattico, dal quale si possono distaccare (nella nostra Galassia) fino a un massimo di 180 anni luce, poco se paragonato al diametro della nostra Galassia, che è pari a 100.000 anni luce.
Nelle galassie irregolari gli ammassi aperti si possono osservare in tutte le regioni, sebbene vi sia una concentrazione maggiore in corrispondenza delle grandi aree nebulose. Nelle galassie ellittiche invece non si osservano ammassi aperti, poiché la formazione stellare è cessata molti milioni di anni fa, così le stelle che originariamente erano legate gravitazionalmente hanno avuto il tempo di disperdersi.
Nella Via Lattea la distribuzione degli ammassi dipende dall'età: quelli più vecchi si trovano infatti alle distanze maggiori dal centro galattico; ciò accade perché le forze mareali sono più forti verso le regioni centrali della galassia, aumentando così il tasso di disgregazione degli ammassi, senza contare che la gran quantità di nubi molecolari giganti persistenti costituisce un elemento fortemente disgregante. Pertanto gli ammassi aperti formatisi nelle regioni interne tendono a disgregarsi in un'età meno avanzata di quelli formatisi nelle aree più periferiche.

## Composizione stellare

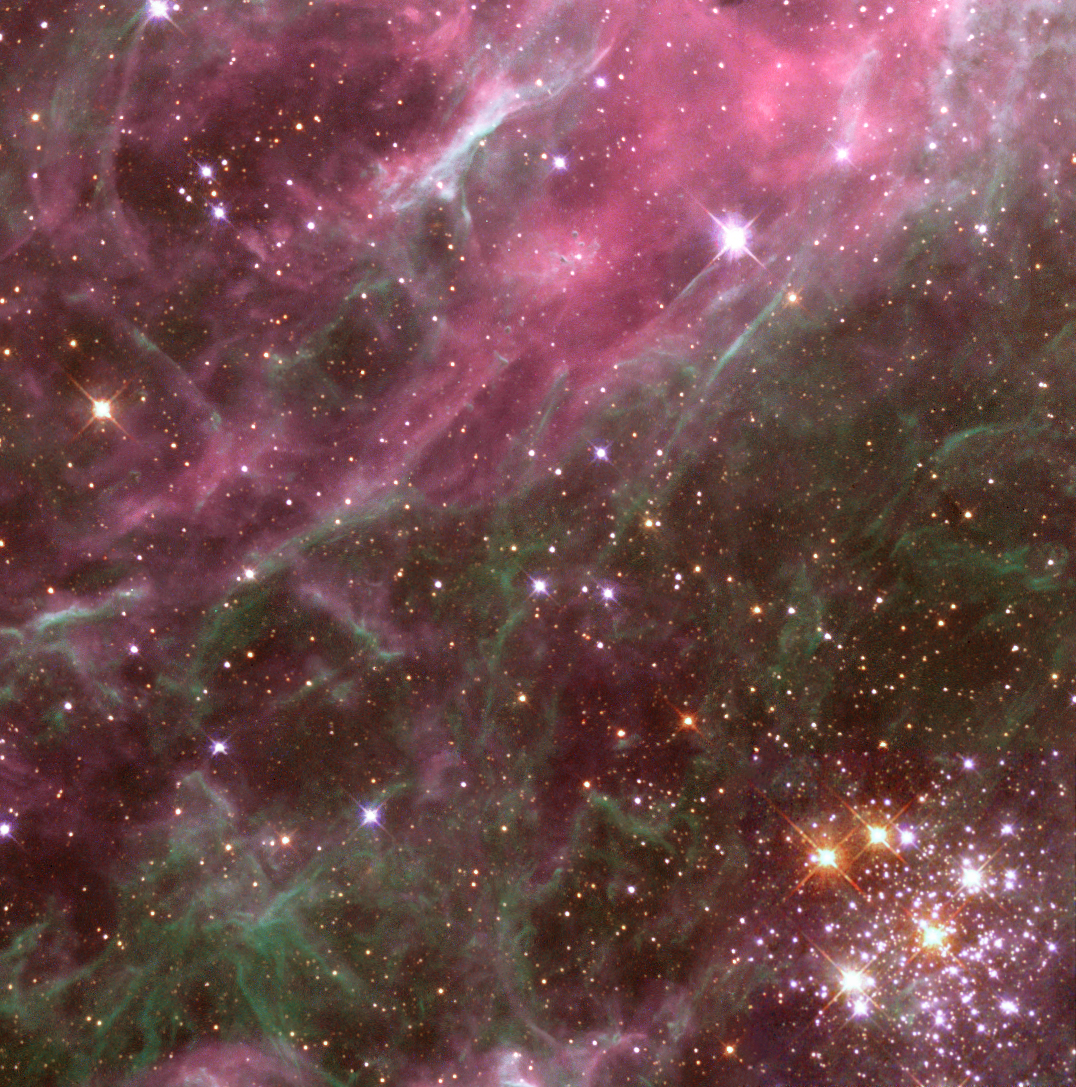
Hodge 301, un ammasso aperto di pochi milioni di anni (in basso a destra), illumina i gas della Nebulosa Tarantola, nella Grande Nube di Magellano.

Poiché gli ammassi aperti tendono a disperdersi prima che la gran parte delle loro componenti terminino il loro ciclo vitale, la luce irradiata dalle stelle degli ammassi proviene da calde e giovani stelle blu; queste sono le più massicce e possiedono un ciclo vitale di poche decine di milioni di anni. Gli ammassi più vecchi contengono invece molte stelle gialle.
Alcuni di essi contengono delle stelle blu e calde che sembrano essere più giovani di quelle del resto dell'ammasso; queste cosiddette stelle vagabonde blu si osservano anche negli ammassi globulari, dove si crede che siano il frutto di collisioni fra due stelle, formandone così una più massiccia e più calda. Tuttavia, negli ammassi aperti la densità è estremamente più bassa che in quelli globulari e la teoria della collisione fra stelle non è in grado di spiegare una così grande presenza di vagabonde blu. Si crede in questo caso che molte di queste si originino quando le interazioni dinamiche con altre stelle fanno sì che queste si leghino a formare un sistema stellare, che successivamente collassa in una stella singola.
Una volta esaurita la riserva di idrogeno tramite la fusione nucleare, le stelle di massa media e piccola perdono i loro strati esterni formando nebulose planetarie ed evolvendo in nane bianche. Sebbene molti ammassi aperti si disperdano prima che la gran parte delle stelle membri raggiungano lo stadio di nana bianca, il numero di nane bianche è in genere molto più basso di quanto ci si potrebbe aspettare, considerando l'età degli ammassi e la massa iniziale prevista delle stelle. Una possibile spiegazione di ciò è che come le giganti rosse espellono i loro strati esterni per formare una nebulosa planetaria, una leggera asimmetria nella perdita di materiale potrebbe dare alla stella una spinta di alcuni chilometri al secondo, abbastanza per espellerla dall'ammasso.

## Età
L'età della gran parte degli ammassi aperti è compresa fra 1 milione e 10 milioni di anni; molti possiedono un'età inferiore ai 50 milioni di anni, mentre la durata media degli ammassi aperti è di 350 milioni di anni. Gli ammassi aperti più vecchi conosciuti nella Via Lattea sono NGC 6791, nella costellazione della Lira, e Berkeley 17, nell'Auriga, con'un'età stimata attorno ai 7 miliardi di anni.
Il calcolo dell'età di un ammasso aperto è più semplice di quello di una singola stella, poiché si possono confrontare risultati di diversi astri con la medesima età; questa può essere calcolata tramite l'osservazione della luminosità delle stelle più massicce dell'ammasso stesso che ancora si trovano sulla sequenza principale. infatti le stelle di grande massa consumano più velocemente la loro riserva di idrogeno e dunque tendono a evolversi molto rapidamente; un ammasso che contiene molte stelle blu luminose ha un'età molto piccola, dell'ordine di pochi milioni di anni, mentre uno che appare dominato da stelle rosse è indice di un'età avanzata.
L'età degli ammassi può essere determinata anche tramite lo studio della sua velocità radiale e dalla massa totale delle stelle componenti. Gli ammassi molto vecchi, peraltro molto rari, tendono a disperdersi, per cui non ve ne sono in gran numero. Fra gli ammassi osservabili agevolmente più giovani in assoluto noti nella nostra Galassia vi è NGC 2362, nella costellazione del Cane Maggiore: la sua età sarebbe di 1-2 milioni di anni e le sue stelle sono appena entrate nella fase di sequenza principale.

## Evoluzione

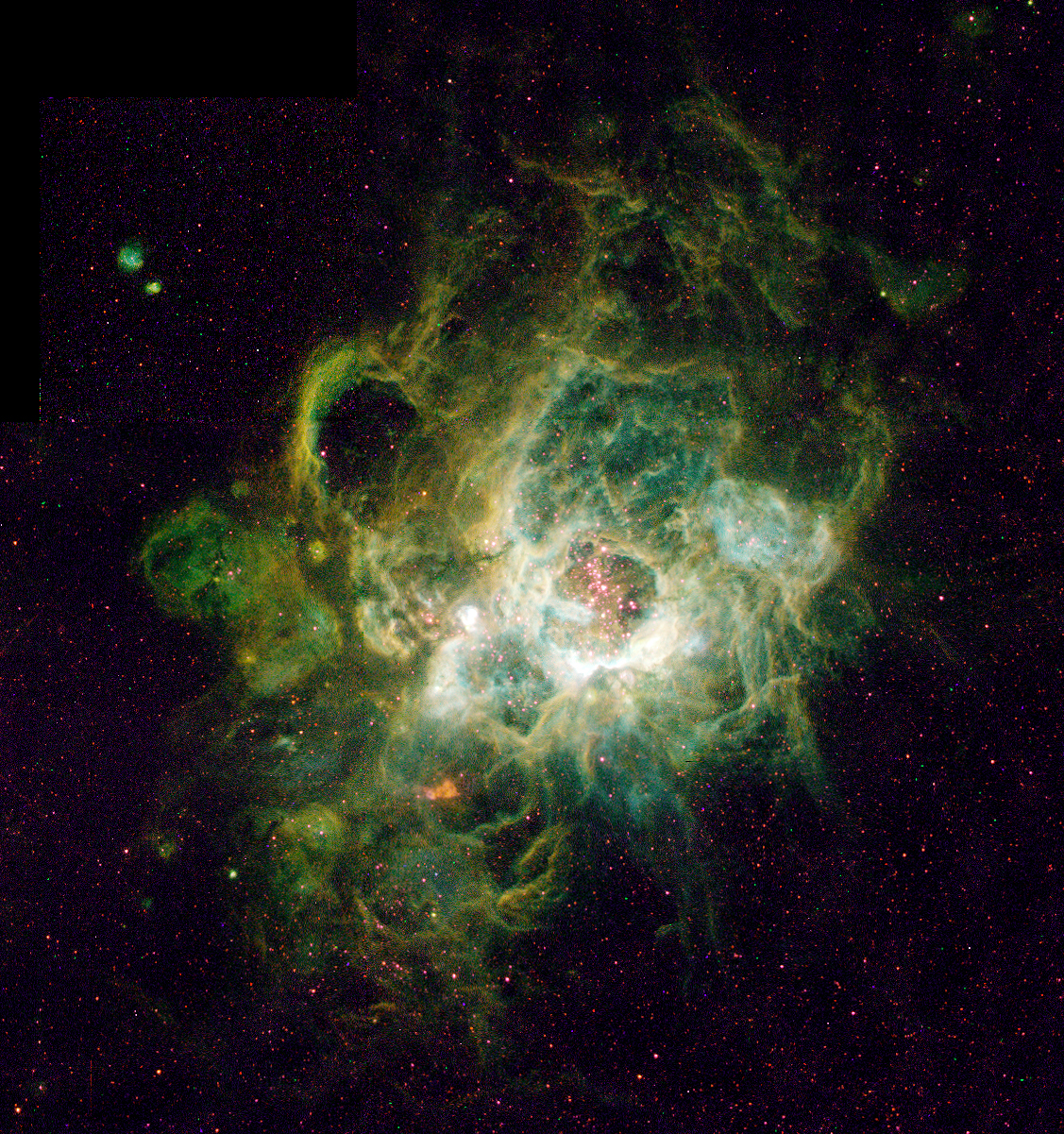
NGC 604, nella Galassia del Triangolo, è un ammasso aperto particolarmente massiccio, circondato da una regione HII.

Molti ammassi aperti sono instabili, con una massa sufficientemente piccola da far sì che la velocità di fuga del sistema sia più bassa della velocità media delle stelle che lo formano; questi ammassi tendono a disperdersi rapidamente, entro pochi milioni di anni. In molti casi, l'espulsione del gas da cui l'ammasso si è formato a opera della pressione di radiazione delle giovani stelle calde riduce la massa dell'ammasso a sufficienza da permettere una veloce disgregazione dello stesso.
Gli ammassi che invece hanno una massa sufficiente per restare integri possono restare tali anche per diverse decine di milioni di anni dopo che i residui nebulosi sono stati spazzati via, sebbene alla lunga tenderanno a disperdersi anch'essi a causa di fattori di destabilizzazione sia interni che esterni. Cause interne possono essere ricercate negli incontri ravvicinati fra le stelle membri: durante l'incontro ravvicinato fra due stelle, la velocità di una delle due può aumentare oltre la velocità di fuga dell'ammasso, causandone l'espulsione dal sistema. Alla lunga questo processo porterà alla progressiva dissoluzione dell'ammasso.
Esternamente, mediamente ogni mezzo miliardo di anni, un ammasso aperto tende a essere disturbato da fattori esterni, come il transito nei pressi o attraverso una nube molecolare gigante. Le forze gravitazionali di marea generate da questi incontri tendono a destabilizzare e a disgregare l'ammasso; può capitare così che questo diventi una corrente stellare, le cui stelle non sono sufficientemente vicine per essere considerate un ammasso, pur restando tutte legate da un moto che punta nella stessa direzione e a velocità simili. La scala temporale in cui un ammasso si disgrega dipende dalla sua densità stellare iniziale: gli ammassi più densi persistono più a lungo. La vita media di un ammasso, ossia l'età in cui la metà delle componenti degli ammassi si sono allontanate, varia fra i 150 e gli 800 milioni di anni, a seconda della densità iniziale.
Dopo che un ammasso non è più legato gravitazionalmente, molte delle sue componenti stellari si saranno già separate, muovendosi in una direzione comune; l'ammasso si sarà trasformato in una associazione stellare. Molte delle stelle più luminose del Grande Carro sono membri di un antico ammasso aperto che ora si è disperso, assumendo l'aspetto e le caratteristiche di un'associazione stellare, ora nota come Associazione dell'Orsa Maggiore. Alla fine, la leggera differenza fra le velocità relative delle stelle le porterà a disperdersi nella galassia. Un ammasso più grande è noto invece come "corrente stellare".
L'ammasso da cui ebbe origine il Sole, formatosi cinque miliardi di anni fa, è ormai completamente dissolto e le sue stelle sono disperse nel disco della galassia, senza possibilità di poterle distinguere dalla popolazione galattica generale.

## Studi sull'evoluzione stellare

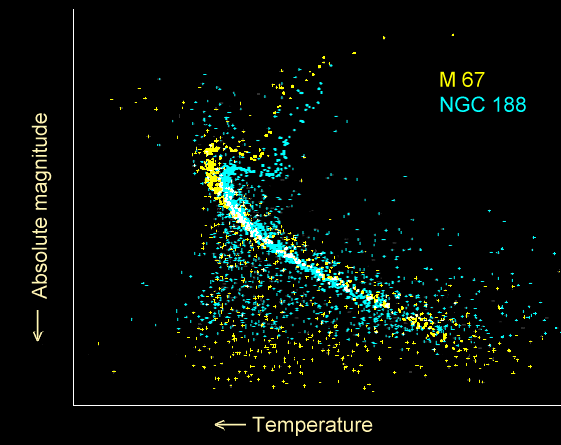
Diagramma HR comparato fra i due ammassi NGC 188, più vecchio, e M67.

Quando viene creato un diagramma Hertzsprung-Russell sulle stelle di un ammasso aperto, risulta che la gran parte delle componenti giace sulla sequenza principale. Le stelle più massicce hanno iniziato invece a evolversi in giganti rosse; il punto in cui emerge sul diagramma l'uscita delle stelle dalla sequenza principale può essere utilizzato per determinare l'età dell'ammasso.
Poiché le stelle di un ammasso aperto sono approssimativamente alla stessa distanza dalla Terra e si sono formate tutte nello stesso periodo di tempo, dagli stessi elementi nelle stesse quantità, la differenza di magnitudine apparente fra le componenti dell'ammasso è dovuta esclusivamente alla differenza di massa. Ciò rende gli ammassi aperti molto utili nello studio dell'evoluzione stellare, dato che tramite la semplice comparazione fra le sue stelle vengono perfezionati molti parametri variabili.
Lo studio dell'abbondanza del litio e del berillio nelle stelle degli ammassi può fornire delle indicazioni importanti riguardo all'evoluzione delle stelle e alla loro struttura interna. Mentre nel nucleo l'idrogeno non può fondere in elio finché non si raggiunge una temperatura di circa 10 milioni di kelvin, il litio e il berillio vengono distrutti a temperature di 2,5 milioni di K e 3,5 milioni di K rispettivamente. Ciò significa che la loro abbondanza dipende fortemente dal livello di rimescolamento a cui è sottoposto il plasma all'interno della stella. Studiando la loro abbondanza negli ammassi aperti, alcune variabili come l'età e la composizione chimica sono risolte.
Gli studi hanno mostrato che l'abbondanza di questi elementi leggeri è molto inferiore di quanto i modelli di evoluzione stellare predicano. Sebbene la ragione di questa carenza non sia ben compresa, vi è la possibilità che i moti convettivi all'interno delle stelle possano estendersi in regioni dove il trasporto radiativo è normalmente il modo di trasporto dominante dell'energia.

## Gli ammassi aperti e la scala delle distanze astronomiche

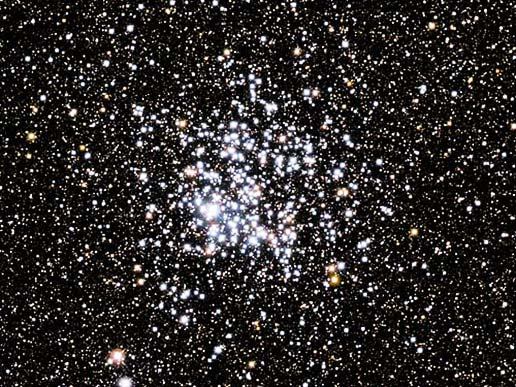
M11, un ricchissimo ammasso aperto situato quasi in direzione del centro galattico.

La determinazione della distanza degli oggetti astronomici è di fondamentale importanza per la loro comprensione, ma la gran parte di essi sono troppo lontani perché la loro distanza possa essere determinata direttamente. La calibrazione della scala delle distanze cosmiche si basa su una sequenza di misure indirette e talvolta incerte relative agli oggetti più vicini per i quali le distanze possono essere misurate direttamente e applicate poi agli oggetti lontani. Gli ammassi aperti sono un punto cruciale di questa sequenza.
La distanza degli ammassi aperti più vicini può essere misurata direttamente con due metodi: il primo è quello della parallasse (il piccolo cambiamento della posizione apparente nel corso di un anno causato dal movimento della Terra da un lato all'altro della sua orbita attorno al Sole), che consente di misurare la distanza delle stelle dell'ammasso come se fossero una qualunque altra stella; ammassi come le Pleiadi, le Iadi e pochi altri compresi entro un raggio di 500 anni luce da noi sono sufficientemente vicini da potere consentire lo sfruttamento di questo metodo. Il satellite Hipparcos ha fornito delle misure accurate per alcuni ammassi tramite la parallasse.
Il secondo metodo diretto è quello chiamato metodo degli ammassi in movimento; si basa sul fatto che le stelle di un ammasso possiedono un moto proprio comune attraverso lo spazio. Le misure del moto proprio dei membri di un ammasso e la determinazione del loro moto apparente nel cielo rivela il loro punto di fuga; la velocità radiale degli stessi può essere determinata tramite la misurazione dell'effetto Doppler del loro spettro elettromagnetico, e una volta note velocità, moto proprio e distanza angolare dall'ammasso al punto di fuga, tramite la trigonometria si può ottenere la distanza dell'ammasso. La misura della distanza delle Iadi è l'esempio più noto dell'applicazione di questo metodo, che ha fornito un valore di 46,3 parsec.
Una volta stabilite le distanze degli ammassi più vicini, queste prime tecniche possono essere estese per calcolare la scala delle distanze di ammassi più lontani. Incrociando la sequenza principale sul diagramma HR per un ammasso a una distanza nota con quella di un altro ammasso più lontano, si può stimare la distanza di quest'ultimo ammasso. Gli ammassi aperti più vicini sono le Iadi, mentre l'associazione stellare dell'Orsa Maggiore si trova alla metà della distanza delle prime; l'ammasso aperto più distante noto nella nostra Galassia è Berkeley 29, posto a circa 15.000 parsec da noi. Gli ammassi aperti sono individuabili con facilità pure in molte galassie del Gruppo Locale.
Una conoscenza accurata della distanza degli ammassi aperti è fondamentale anche per calibrare la relazione di periodo di luminosità delle stelle variabili come le Cefeidi o le variabili RR Lyrae, utilizzate come candele standard; queste stelle luminose possono essere individuate a grandi distanze e sono utilizzate per determinare le scale di distanza delle galassie del Gruppo Locale.

### Libri
- (EN) W.J. Kaufmann, Universe, W H Freeman, 1994, ISBN 0-7167-2379-4.
- (EN) E.V.P. Smith, K.C. Jacobs, M. Zeilik, S.A. Gregory, Introductory Astronomy and Astrophysics, Thomson Learning, 1997, ISBN 0-03-006228-4.
- (EN) inney, James; Tremaine, Scott, Galactic Dynamics, Princeton University Press, Princeton, New Jersey., 1997.
- (EN) Heggie, Douglas; Hut, Piet, The Gravitational Million-Body Problem: A Multidisciplinary Approach to Star Cluster Dynamics, Cambridge University Press., 2003.
- (EN) Spitzer, Lyman, Dynamical Evolution of Globular Clusters, Princeton University Press, Princeton, New Jersey., 1987.
- (EN) Thomas T. Arny, Explorations: An Introduction to Astronomy (3rd ed), Boston, McGraw-Hill, 2000, ISBN 0-13-240085-5.
- AA.VV, L'Universo - Grande enciclopedia dell'astronomia, Novara, De Agostini, 2002.
- J. Gribbin, Enciclopedia di astronomia e cosmologia, Milano, Garzanti, 2005, ISBN 88-11-50517-8.
- W. Owen, et al, Atlante illustrato dell'Universo, Milano, Il Viaggiatore, 2006, ISBN 88-365-3679-4.
- J. Lindstrom, Stelle, galassie e misteri cosmici, Trieste, Editoriale Scienza, 2006, ISBN 88-7307-326-3.

### Pubblicazioni scientifiche
- (EN) Michell J., An Inquiry into the probable Parallax, and Magnitude, of the Fixed Stars, from the Quantity of Light which they afford us, and the particular Circumstances of their Situation, in Philosophical Transactions, vol. 57, 1767,  pp. 234–264.
- (EN) Kroupa P., Aarseth S.J., Hurley J., The formation of a bound star cluster: from the Orion nebula cluster to the Pleiades, in Monthly Notices of the Royal Astronomical Society, vol. 321, 2001,  pp. 699–712.
- (EN) Eggen O. J., Stellar groups, VII. The structure of the Hyades group, in Monthly Notices of the Royal Astronomical Society, vol. 120, 1960,  p. 540.
- (EN) Trumpler R.J., Preliminary results on the distances, dimensions and space distribution of open star clusters, in Lick Observatory bulletin no. 420, Berkeley : University of California Press, 1930,  pp. 154–188.
- (EN) Dias, W. S.; Alessi, B. S.; Moitinho, A.; Lépine, J. R. D., New catalogue of optically visible open clusters and candidates, in Astronomy and Astrophysics, vol. 389, luglio 2002,  pp. 871–873, DOI:10.1051/0004-6361:20020668.
- (EN) Dias W.S., Alessi B.S., Moitinho A., Lépine J.R.D., New catalogue of optically visible open clusters and candidates, in Astronomy and Astrophysics, vol. 389, 2002,  pp. 871–873.
- (EN) van den Bergh S., McClure R.D., Galactic distribution of the oldest open clusters, in Astronomy & Astrophysics, vol. 88, 1980,  p. 360.
- (EN) Fellhauer M., Lin D.N.C., Bolte M., Aarseth S.J., Williams K.A., The White Dwarf Deficit in Open Clusters: Dynamical Processes [collegamento interrotto], in The Astrophysical Journal, vol. 595, 2003,  pp. L53-L56, DOI:10.1086/379005.
- (EN) Hills, J. G., The effect of mass loss on the dynamical evolution of a stellar system - Analytic approximations, in Astrophysical Journal, vol. 235, n. 1, 1º febbraio 1980,  pp. 986–991, DOI:10.1086/157703.
- (EN) VandenBerg, D.A., Stetson P.B., On the Old Open Clusters M67 and NGC 188: Convective Core Overshooting, Color-Temperature Relations, Distances, and Ages, in Publications of the Astronomical Society of the Pacific, vol. 116, 2004,  pp. 997–1011, DOI:10.1086/426340.
- (EN) S. M. Percival, M. Salaris, D. Kilkenny, The open cluster distance scale - A new empirical approach, in Astronomy & Astrophysics, vol. 400, 2003,  pp. 541–552, DOI:10.1051/0004-6361:20030092.

### Carte celesti
- Tirion, Rappaport, Lovi, Uranometria 2000.0 - Volume I & II, Richmond, Virginia, USA, Willmann-Bell, inc., 1987, ISBN 0-943396-14-X.
- Tirion, Sinnott, Sky Atlas 2000.0 - Second Edition, Cambridge, USA, Cambridge University Press, 1998, ISBN 0-933346-90-5.
- Tirion, The Cambridge Star Atlas 2000.0, 3ª ed., Cambridge, USA, Cambridge University Press, 2001, ISBN 0-521-80084-6.

### Voci generali
- Oggetto del profondo cielo
- Galassia
- Ammasso stellare
- Ammasso globulare
- Associazione stellare
- Nube molecolare gigante
- Regione H II

### Voci specifiche
- Categoria:Ammassi aperti
- Catalogo di Messier
- Pleiadi (astronomia), l'ammasso aperto più brillante del cielo.